# Mary Kerry Kennedy
Mary Kerry Kennedy, née le 8 septembre 1959 à Washington, D.C., est la septième des onze enfants de Robert Francis Kennedy et de sa femme Ethel Kennedy. Elle est une militante des droits de l'homme.

## Biographie

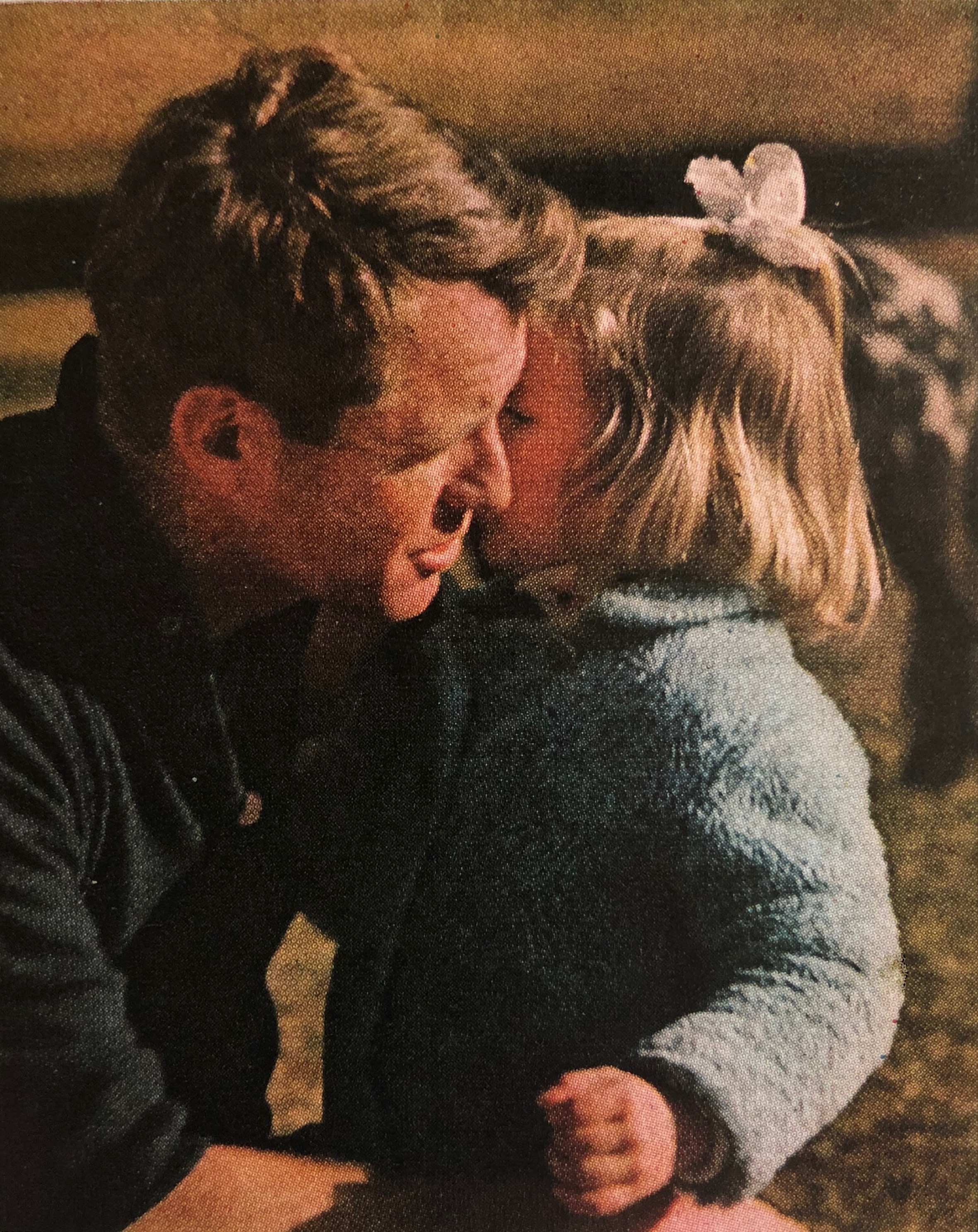
Kerry avec son père en 1963

Kerry Kennedy est diplômée de la Putney School, de l'université Brown et docteur en droit de la faculté du Boston College Law School. Elle milite pour les droits de l'homme à partir de 1981 et conduit des délégations dans différents pays tels que Salvador, Gaza, Haïti, Kenya, l'Irlande du Nord et la Corée du Sud. Elle soutient également des causes impliquant la Chine, l'Indonésie, le Viêt Nam, l'Inde, le Soudan et le Pakistan.
Elle fonde le Robert F. Kennedy Center for Human Rights en 1988 et dirige le Robert F. Kennedy Memorial jusqu'en 1995. Depuis 2006, elle est présidente honoraire du Robert F. Kennedy Foundation of Europe, basé à Rome. Elle dirige aussi Amnesty International Leadership Council, et a fait paraître des articles dans The Boston Globe, le Chicago Sun-Times et The New York Times.
Elle épouse en 1991 Andrew Cuomo, devenu plus tard gouverneur de New York. Ils ont trois filles : Cara Ethel Kennedy Cuomo, Mariah Matilda Kennedy Cuomo (épouse en 2024 Telef Lundevall) et Michaela Andrea Kennedy Cuomo. Le couple divorce en 2005.
Le 13 juillet 2012, elle est arrêtée à la suite de son implication dans un accident de voiture à New York et la découverte qu'elle conduisait sous l'emprise de la drogue.
Elle est la sœur cadette de Robert F. Kennedy Jr., candidat indépendant à l'élection présidentielle de 2024. Kerry Kennedy ne soutient pas son frère à la présidence ; Kerry et d’autres membres de sa famille soutiennent le président Biden à la présidence.

## Publications
- Being Catholic Now : Prominent Americans talk about Change in the Church and the Quest for Meaning, Crown, 2008[4].